# Dołgie Jezioro (powiat drawski)
Dołgie Jezioro (niem. Dolgen See) – jezioro rynnowe w Polsce położone w województwie zachodniopomorskim, w powiecie drawskim, w gminie Drawsko Pomorskie.
Akwen leży na Pojezierzu Drawskim, około 1500 metrów na południe od wsi Borne. Jezioro położone w wąskiej rynnie, południowa część silnie porośnięta roślinnością wodną w dużym stopniu poddane procesowi eutrofizacji.